# Venelin Filipov
Venelin Angelov Filipov (in bulgaro Венелин Ангелов Филипов?; Burgas, 20 agosto 1990) è un ex calciatore bulgaro, di ruolo difensore.

## Palmarès

### Club

#### Competizioni nazionali
- Coppa di Romania: 1

Voluntari: 2016-2017
- Supercoppa di Romania: 1

Voluntari: 2017